# Melychiopharis peruviana
Espèce
Melychiopharis peruviana est une espèce d'araignées aranéomorphes de la famille des Araneidae.

## Distribution
Cette espèce est endémique de la région de Junín au Pérou,. Elle se rencontre vers Calabaza.

## Description
Le mâle holotype mesure 2,59 mm et la femelle paratype 2,83 mm.

## Systématique et taxinomie
Cette espèce a été décrite par Marusik et Eskov en 2024.

## Étymologie
Son nom d'espèce lui a été donné en référence au lieu de sa découverte, le Pérou.

## Publication originale
- Dupérré, Tapia, Marusik & Eskov, 2024 : « Three new species of Melychiopharis (Araneae, Araneidae) from Ecuador and Peru. » Zootaxa, no 5555(1), p. 75-90.